# Fernando Barceló
Fernando Barceló Aragón (ur. 6 stycznia 1996 w Huesce) – hiszpański kolarz szosowy.

## Osiągnięcia
Opracowano na podstawie:
2014
- 1. miejsce w mistrzostwach Hiszpanii juniorów (jazda indywidualna na czas)

2018
- 1. miejsce w klasyfikacji górskiej Tour du Haut-Var
- 3. miejsce w mistrzostwach Europy U23 (start wspólny)
- 1. miejsce na 9. etapie Tour de l’Avenir

## Rankingi
| Rok             | 2017  | 2018 | 2019 | 2020 | 2021 | 2022 | 2023 | 2024 |
| --------------- | ----- | ---- | ---- | ---- | ---- | ---- | ---- | ---- |
| World Ranking   | 2149. | 415. | 441. | 641. | 430. | 380. | 494. | 371. |
| UCI Europe Tour | 1384. | 235. | 347. | 521. | 356. | 306. | -    | -    |
|                 |       |      |      |      |      |      |      |      |
| Źródło: UCI     |       |      |      |      |      |      |      |      |